# Tank (Pakistan)
Pour les articles homonymes, voir Tank.
Tank (en ourdou : ٹانک) est une ville pakistanaise, et capitale du district de Tank, dans la province de Khyber Pakhtunkhwa.
La population de la ville a été multipliée par plus de trois entre 1972 et 2017 selon les recensements officiels, passant de 14 306 habitants à 47 165. Entre 1998 et 2017, la croissance annuelle moyenne s'affiche à 1,5 %, bien inférieure à la moyenne nationale de 2,4 %.
|            | 1972 (rec.) | 1981 (rec.) | 1998 (rec.) | 2017 (rec.) |
| ---------- | ----------- | ----------- | ----------- | ----------- |
| Population | 14 306      | 25 003      | 35 741      | 47 165      |